# Małgorzata Właszczuk
Małgorzata Właszczuk (ur. 22 listopada 1993) – polska siatkarka grająca na pozycji przyjmującej. Od sezonu 2009/2010 znajdowała się w kadrze AZS-u Białystok. Od sezonu 2012/2013 reprezentuje barwy amerykańskiej drużyny Syracuse University.
Wcześniej przez cztery lata występowała w młodzieżowym UKS 'OCZKO' Białystok, a następnie dwa lata w drugoligowym BTPS Białystok. Pierwszym trenerem byli Lucyna Dobrzyńska oraz Sebastian Grzegorek.